# Breda PG
O Breda PG (Em italiano: Presa Gas, "operada a gás") foi um protótipo de fuzil automático fabricado pela Breda.
O PG era um fuzil operado a gás alimentado por um carregador de 20 munições. Foi testado pelo governo italiano e vendido ao governo da Costa Rica. Os modelos italianos eram apenas semiautomáticos e com câmara para o 6,5×52mm Carcano, enquanto os modelos da Costa Rica tinham câmara para o 7x57mm Mauser e tinham um modo de disparo automático de rajadas limitadas de 4 tiros. O PG foi o primeiro fuzil automático de disparo em rajadas limitadas do mundo.
Cerca de 400 desses rifles foram enviados para a Costa Rica, enquanto o restante serviu em forças especiais.